# Queerowy Lew
Queerowy Lew (oryg. Queer Lion) – nagroda dla filmów poruszających tematykę LGBT oraz tożsamości płciowej, przyznawana na MFF w Wenecji jako nagroda pozakonkursowa.
Nagrodę otrzymuje film pełnometrażowy, który prezentowany był na festiwalu w ramach selekcji oficjalnej, obejmującej: konkurs główny, pokazy pozakonkursowe, a także sekcje „Horyzonty”, „Controcampo italiano”, „Giornate degli autori” oraz „Międzynarodowy Tydzień Krytyki”. Zwycięzcę wybiera międzynarodowe jury, złożone z dziennikarzy, krytyków i filmowców. Pierwszego laureata ogłoszono w 2007 roku.
Wraz z Nagrodą Teddy, wręczaną na MFF w Berlinie, oraz Queerową Palmą, trofeum przyznawanym na MFF w Cannes, Queerowy Lew to jedna z głównych i najważniejszych nagród przeznaczonych specjalnie dla filmów o tematyce LGBT.

## Laureaci
| Rok  | Tytuł polski           | Tytuł oryginalny                                  | Reżyseria                   | Kraj pochodzenia   |
| ---- | ---------------------- | ------------------------------------------------- | --------------------------- | ------------------ |
| 2007 | Nakręcone życie        | The Speed of Life                                 | Ed Radtke                   | Stany Zjednoczone  |
| 2008 | Jeden dzień w życiu    | Un altro pianeta                                  | Stefano Tummolini           | Włochy             |
| 2009 | Samotny mężczyzna      | A Single Man                                      | Tom Ford                    | Stany Zjednoczone  |
| 2010 | W przyszłości          | En el futuro                                      | Mauro Andrizzi              | Argentyna          |
| 2011 | Wilde Salome           | Wilde Salomé                                      | Al Pacino                   | Stany Zjednoczone  |
| 2012 | Ciężar                 | 무게 Muge                                         | Jeon Kyu-hwan               | Korea Południowa   |
| 2013 | Tajemnica Filomeny     | Philomena                                         | Stephen Frears              | Wielka Brytania    |
| 2014 | Letnie noce            | Les nuits d'été                                   | Mario Fanfani               | Francja            |
| 2015 | Dziewczyna z portretu  | The Danish Girl                                   | Tom Hooper                  | Wielka Brytania    |
| 2016 | Serce z kamienia       | Hjartasteinn                                      | Guðmundur Arnar Guðmundsson | Islandia           |
| 2017 | Marvin                 | Marvin ou la belle éducation                      | Anne Fontaine               | Francja            |
| 2018 | José                   | José                                              | Li Cheng                    | Gwatemala          |
| 2019 | Książę                 | El príncipe                                       | Sebastián Muñoz             | Chile              |
| 2020 | Świat, który nadejdzie | The World to Come                                 | Mona Fastvold               | Stany Zjednoczone  |
| 2021 | Ostatni rozdział       | La dernière séance                                | Gianluca Matarrese          | Francja            |
| 2022 | Wychodząc ze skóry     | Aus meiner Haut                                   | Alex Schaad                 | Niemcy             |
| 2023 | Razem z przypadku      | Домаќинство за почетници Domaḱinstvo za početnici | Goran Stolewski             | Macedonia Północna |
| 2024 | Pustynna dusza         | Alma del desierto                                 | Mónica Taboada-Tapia        | Kolumbia           |